# Njivice, Krk
Njivice so naselje na hrvaškem otoku Krk, ki upravno spada pod občino Omišalj; le-ta pa spada pod Primorsko-goransko županijo.

## Geografija
Njivice so naselje na severozahodni obali otoka Krka. Ležijo ob cesti mesto Krk - Omišalj. Nekdanja ribiška vasica je danes poznano turistično središče z manjšim pristaniščem. Na koncu manjšega rta, ki zapira vstop v luko stoji svetilnik. Svetinik oddaja svetlobni signal:  Z Bl 3s. Nazivni domet svetinika je 3 milje.
Majhna luka je namenjena samo plovilom ugreza do 2 m. Ob pomolu je splavna drča. Privezi so možni tudi na obeh straneh valobrana. Pristanišče je zavarovano pred burjo
in jugom.

## Zgodovina
Nekdanja ribiška vasica se prvič omenja v darilni listini kneza Ivana Frankopana leta 1474. Arheologi pa po nekaterih najdbah sklepajo, da je bilo to področje poseljeno že mnogo prej. Leta 1710 se ob imenu Njivice omenja še ime
Villa di Sasso bianco - Beli Kamik, vendar pa je od tega  ostal samo še toponim.

## Gospodarstvo
Glavna gospodarska dejavnost je turizem. Leta 1930 sta bila zgrajena prvi hotel (H.Luka, današnji H.Jadran) in villa Dinka, kar velja za začetek turizma v Njivicah. Lepe plaže, plavo morje, blaga klima, razsežni gozdovi so bili osnova še večjega turističnega razvoja. Danes so Njivice prepoznaven turistični kraj z več hoteli (H. Beli Kamik, H. Jadran, H. Flora)

## Demografija
|  | 73   | 81   | 91   | 119  | 113  | 152  | 141  | 141  | 175  | 153  | 158  | 211  | 321  | 1169 | 1208 | 1115 | 1115 |
|  | 1857 | 1869 | 1880 | 1890 | 1900 | 1910 | 1921 | 1931 | 1948 | 1953 | 1961 | 1971 | 1981 | 1991 | 2001 | 2011 | 2021 |